# Liga de fútbol de Corea del Norte
La Liga de fútbol de Corea del Norte (en chosŏn'gŭl, 기술혁신경기; en hancha, 技術革新競技) es el campeonato de fútbol de los equipos de primera división de Corea del Norte. También recibe la denominación de Concurso de Innovación Técnica (en chosŏn'gŭl, 기술혁신경기; en hancha, 技術革新競技). Se disputa entre los meses de febrero a junio y es organizada por la Asociación de Fútbol de Corea del Norte.
El Campeonato de la República (en chosŏn'gŭl, 공화국선수권대회; en hancha, 共和國選手權大會) es otra competición de fútbol de Corea del Norte. Se disputa desde 1972, durante los meses de septiembre y octubre.
Los diversos clubes del país se clasifican en primera, segunda y tercera clase (Hangul; Hanja: 1급; 1級: 2급; 2級: 3급; 3級).
A partir de la temporada 2017–18, el nivel más alto se llama  'DPR Korea Premier Football League' , con trece equipos que, por primera vez, juegan una temporada completa de partidos de ida y vuelta. La temporada 2017-18 comenzó el 1 de diciembre de 2017 y finalizó el 28 de octubre de 2018.

## Participación en competiciones de clubes asiáticos
Debido a la naturaleza inusual de las competiciones nacionales del fútbol de Corea del Norte, los equipos norcoreanos rara vez participaron en competiciones internacionales de clubes de la AFC. La primera vez que un club norcoreano participó en una competición de clubes de la AFC fue en la Copa de Clubes de Asia 1985-86, cuando 4.25 Sports Club participó como campeón norcoreano de la temporada anterior, aunque no avanzaron de la ronda clasificatoria. Los equipos norcoreanos también participaron en 1986, 1987, 1988-89, 1989–90, 1990–91 y 1991 ediciones de los campeonatos del club asiático, con cierto éxito; En 1988–89, el April 25 SC terminó primero en su grupo en la ronda clasificatoria, pero no avanzó de la semifinal. El mejor resultado de un club norcoreano fue en el Campeonato Asiático de Clubes 1990-91, cuando el April 25 SC llegó a las semifinales, perdiendo contra Liaoning FC de China; sin embargo, el April 25 logró derrotar a Pelita Jaya FC de Indonesia en el partido por el tercer lugar. El April 25 SC representó a Corea del Norte en seis de las siete temporadas en las que los equipos norcoreanos participaron en el Campeonato de Clubes de Asia. La única vez que un club diferente participó fue en la edición 1989–90, en la que Corea del Norte estuvo representada por Ch'andongja Sports Club; Ch'andongja SC terminó último en su grupo de ronda de calificación, y no avanzó.
Después de la Copa de Clubes de Asia 1990-91, en el que el 4.25 Sports Club avanzó hasta la fase de grupos, los equipos de Corea del Norte no compitieron en ninguna competición de clubes asiáticos durante más de veinte años, cuando Rimyŏngsu SC fueron invitados a participar en la edición de 2014 de la Copa Presidente de la AFC. Rimyŏngsu SC tuvo un buen desempeño, terminando segundo en su grupo en la primera ronda. Fueron invictos en la segunda ronda para superar a su grupo y avanzar a la final, en la que perdieron 1–2 contra FK HTTU de Turkmenistán - que habían terminado primero en el grupo del Rimyŏngsu SC en la primera ronda. Sin embargo, la edición de 2014 resultó ser la última vez que se celebró la Copa Presidente de la AFC.
Los campeones y subcampeones de Corea del Norte del 2016, el 4.25 Sports Club y Kigwancha Sports Club respectivamente, fueron invitados a participar en la Copa AFC de 2017. Ambos comenzaron en la fase de grupos, en el mismo grupo; El April 25 SC avanzó a la fase eliminatoria, con un diferencial de +1 sobre el Kigwancha SC. El April 25 SC se enfrentó a Bengaluru FC de India, perdiendo 0-3 en total. Los campeones y finalistas de la Liga RPDC de 2017 están participando en la Copa AFC 2018; como campeones, el April 25 SC comenzará a jugar en el Grupo I de la Copa AFC 2018. El subcampeón, Hwaebul Sports Club, tuvo que jugar por primera vez en la ronda de play-off de la Copa AFC 2018. Allí, se enfrentaron a Erchim FC de Mongolia, ganando 7–0 en total para avanzar a la fase de grupos , donde jugarán partidos contra el April 25 SC, Hang Yuen FC de Taiwán, y el SL Benfica de Macau. Ambos equipos viajarán al extranjero para partidos fuera de casa, y los equipos extranjeros viajarán a Corea del Norte; El April 25 SC usará el Estadio Rungrado Primero de Mayo como su campo local, mientras que Hwaebul SC usará el Estadio Kim Il-sung como su sede local. Como resultado de la nueva estructura de la liga, los campeones y subcampeones de la temporada de la Highest Class Football League 2017–18 participarán en la Copa AFC 2019.

## Equipos 2020-21

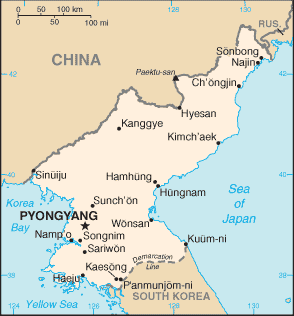
Mapa de Corea del Norte.

| Club               | Ciudad     | Estadio                        | Afiliación                                      |
| ------------------ | ---------- | ------------------------------ | ----------------------------------------------- |
| Amnokgang          | P'yŏngyang | Estadio Yanggakdo              | Ministerio de Seguridad Popular                 |
| 4.25 SC            | P'yŏngyang | Estadio Yanggakdo              | Ejército Popular de Corea                       |
| Hwaebul            | Pochŏn     | Hwaebul Stadium                | Liga de la Juventud Kimilsungista-Kimjongilista |
| Jebi SC            | P'yŏngyang | Estadio P'yŏngyang City        | Fuerza Aérea del Ejército Popular Coreano       |
| Kigwancha          | P'yŏngyang | Estadio Yanggakdo              | Ferrocarriles Estatales de Corea                |
| Kyŏnggong'ŏpsong   | P'yŏngyang | Estadio P'yŏngyang City        | Ministerio de Industria Ligera                  |
| P'yŏngyang         | P'yŏngyang | Estadio Kim Il-sung            | Partido del Trabajo de Corea                    |
| Rimyŏngsu SC       | Sariwŏn    | Estadio Joven de Sariwŏn       | Ministerio de Seguridad Popular                 |
| Ryŏmyŏng SC        | P'yŏngyang | Estadio Kim Il-sung            | Ejército Popular de Corea                       |
| Sobaeksu           | P'yŏngyang | Estadio Yanggakdo              | Ejército Popular de Corea                       |
| Sonbong Sports     | Rasŏn      | Estadio Rajin                  | Guardias Rojos Obreros y Campesinos             |
| Wŏlmido Sport Club | Kimch'aek  | Estadio Municipal de Kimch'aek | Ministerio de Cultura y Bellas Artes            |

## Palmarés

### Concurso de Innovación Técnica
| Temporada | Campeón                         | Subcampeón            | Tercera Plaza           |
| --------- | ------------------------------- | --------------------- | ----------------------- |
| 1977–1984 | Desconocido                     | Desconocido           | Desconocido             |
| 1985      | 4.25 Sports Club                |                       |                         |
| 1986      | 4.25 Sports Club                |                       |                         |
| 1987      | 4.25 Sports Club                |                       |                         |
| 1988      | 4.25 Sports Club                |                       |                         |
| 1989      | Ch'andongja Sports Club         |                       |                         |
| 1990      | 4.25 Sports Club                |                       |                         |
| 1991      | Pyongyang City Sports Club      |                       |                         |
| 1992      | 4.25 Sports Club                |                       |                         |
| 1993      | 4.25 Sports Club                |                       |                         |
| 1994      | 4.25 Sports Club                |                       |                         |
| 1995      | 4.25 Sports Club                | Rimyongsu Sports Club | Kigwancha Sports Club   |
| 1996      | Kigwancha Sports Club (Sinuiju) | Rimyongsu Sports Club | 4.25 Sports Club        |
| 1997      | Kigwancha Sports Club (Sinuiju) |                       |                         |
| 1998      | Kigwancha Sports Club (Sinuiju) |                       |                         |
| 1999      | Kigwancha Sports Club (Sinuiju) |                       |                         |
| 2000      | Kigwancha Sports Club (Sinuiju) |                       |                         |
| 2001      | Amnokgang                       |                       |                         |
| 2002      | 4.25 Sports Club                | Rimyongsu Sports Club | Amnokgang               |
| 2003      | 4.25 Sports Club                |                       |                         |
| 2004      | Pyongyang Sports Club           |                       |                         |
| 2005      | Pyongyang Sports Club           |                       |                         |
| 2006      | Amnokgang                       |                       | Kigwancha Sports Club   |
| 2007      | Pyongyang Sports Club           | Amnokgang             | Kyonggongop Sports Club |
| 2008      | Amnokgang                       |                       |                         |
| 2009      | Pyongyang Sports Club           |                       |                         |

### Highest Class Football League
| Temporada | Campeón                         | Subcampeón               | Tercera Plaza         |
| --------- | ------------------------------- | ------------------------ | --------------------- |
| 2010      | 4.25 Sports Club                | Sobaeksu Sports Club     | Amrokkang Sports Club |
| 2011      | 4.25 Sports Club                | Kigwancha Sports Club    | Sobaeksu Sports Club  |
| 2012      | 4.25 Sports Club                | Sonbong Sports Club      | Rimyongsu Sports Club |
| 2013      | 4.25 Sports Club                | Mangyongbong Sports Club | Hwaebul Sports Club   |
| 2014      | Hwaebul Sports Club             | 4.25 Sports Club         | Amrokkang Sports Club |
| 2015      | 4.25 Sports Club                | Hwaebul Sports Club      |                       |
| 2016      | Kigwancha Sports Club (Sinuiju) | 4.25 Sports Club         | Amrokkang Sports Club |
| 2017      | 4.25 Sports Club                | Hwaebul Sports Club      |                       |

### DPR Korea Premier Football League
| Temporada | Campeón                                | Subcampeón                             | Tercera Plaza                          |
| --------- | -------------------------------------- | -------------------------------------- | -------------------------------------- |
| 2017-18   | 4.25 Sports Club                       | Ryomyong Sports Club                   | Kigwancha Sports Club                  |
| 2018-19   | 4.25 Sports Club                       | Kigwancha Sport Club                   | Sobaeksu Sport Club                    |
| 2019-20   | Disputado, pero resultado desconocido. | Disputado, pero resultado desconocido. | Disputado, pero resultado desconocido. |
| 2020-21   | Ryomyong                               | 4.25 Sports Club                       |                                        |
| 2021-22   | 4.25 Sports Club                       | Ryomyong                               | Kigwancha Sports Club                  |
| 2022-23   | 4.25 Sports Club                       | Ryomyong                               | Amnokgang                              |
| 2023-24   | Ryomyong                               |                                        |                                        |

## Títulos por club
| Club                    | Ciudad    | Campeón | Años Campeón |
| ----------------------- | --------- | ------- | --- |
| 4.25 Sports Club        | Pyongyang | 21      | 1985, 1986, 1987, 1988, 1990, 1992, 1993, 1994, 1995, 2002, 2003, 2010, 2011, 2012, 2013, 2015, 2017, 2017-18, 2018-19, 2021-22, 2022-23 |
| Kigwancha Sports Club   | Sinuiju   | 6       | 1996, 1997, 1998, 1999, 2000, 2016 |
| Pyongyang Sports Club   | Pyongyang | 5       | 1991, 2004, 2005, 2007, 2009 |
| Amrokgang Sports Club   | Pyongyang | 3       | 2001, 2006, 2008, |
| Ryomyong Sports Club    | Pyongyang | 2       | 2020-21, 2023-24 |
| Hwaebul Sports Club     | Hwaebul   | 1       | 2014 |
| Ch'andongja Sports Club | Ch'ŏngjin | 1       | 1989 |